# Школа в якій навчались п’ять комсомольців-підпільників, розстріляних 17 вересня 1943р.

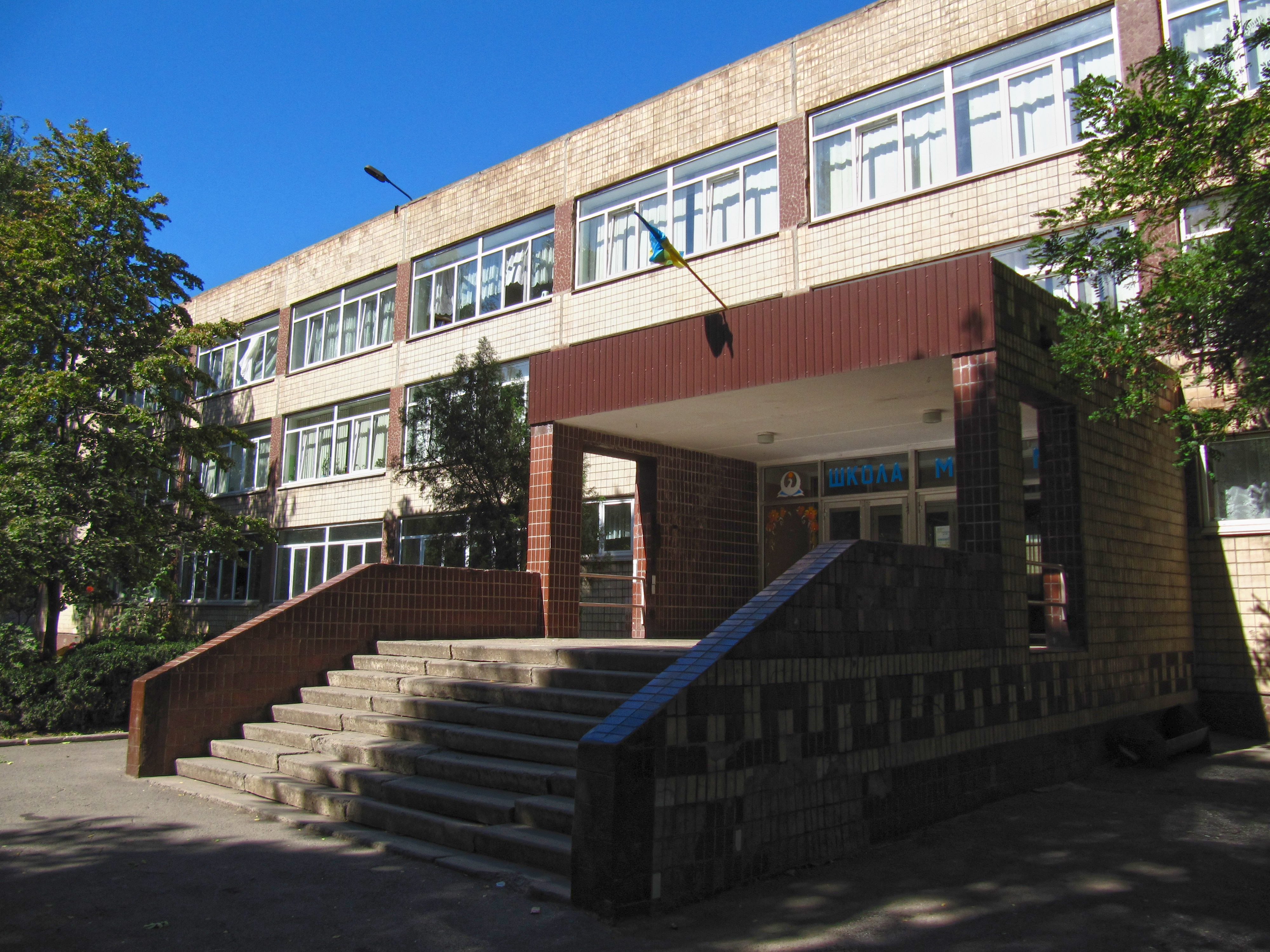

Школа в якій навчались п’ять комсомольців-підпільників, розстріляних 17 вересня 1943 р. взята на облік в 1970 р.Пам’ятка знаходиться в Металургійному районі, вулиця Криворіжсталі (колишня Орджонікідзе), 40 (КЗШ №15 ім. М. Решетняка).

## Передісторія
Середня школа №15 відкрита у вересні 1928 р. як початкова. Складалася з 3-х солом’яних бараків. Існував інтернат на 30 місць. Навчалося 365 учнів. У 1933 стала семирічкою, де навчалася 1 тисяча учнів. У 1935 році одержала статус середньої, споруджено навчальний корпус – будівля одноповерхова, цегляна. Мала 7 класів, їдальню, клуб, учительську. Під час Другоїсвітової війни група учнів школи під керівництвом М. Решетняка створила підпільну організацію, до якої увійшли: Микола Решетняк, Груня Романова, Микола Ходич, Анатолій Жовтуха, Леонід Щербак. Група проводила значну роботу серед населення, випускала листівки, влаштовувала диверсії. 17 серпня 1943р. члени підпільної групи були арештовані, 17 вересня 1943р. розстріляні, поховані в братської могилі по вулиці Мартина Шимановського (колишня Комуністична) у парку Комсомольської Слави.
Школа відновила діяльність у вересні 1944 р. Учбовому закладу присвоєно ім’я Миколи Решетняка. 9 травня 1965р. на фасаді будівлі встановлено мармурову меморіальну дошку, яку виготовили місцеві майстри.
Відповідно до розпорядження Дніпропетровського облвиконкому державної адміністрації від 08.08.1970 р. №618 школа, в якій навчались 5 комсомольців-підпільників, розстріляних 17.09.1943р. є пам’яткою історії місцевого значення міста Кривий Ріг з охоронним номером 1663.
У 1992 році споруджено нове приміщення, на фасаді нової будівлі школи встановлено нову гранітну меморіальну дошку. Стара будівля була знесена у 1990-х роках.

## Пам’ятка

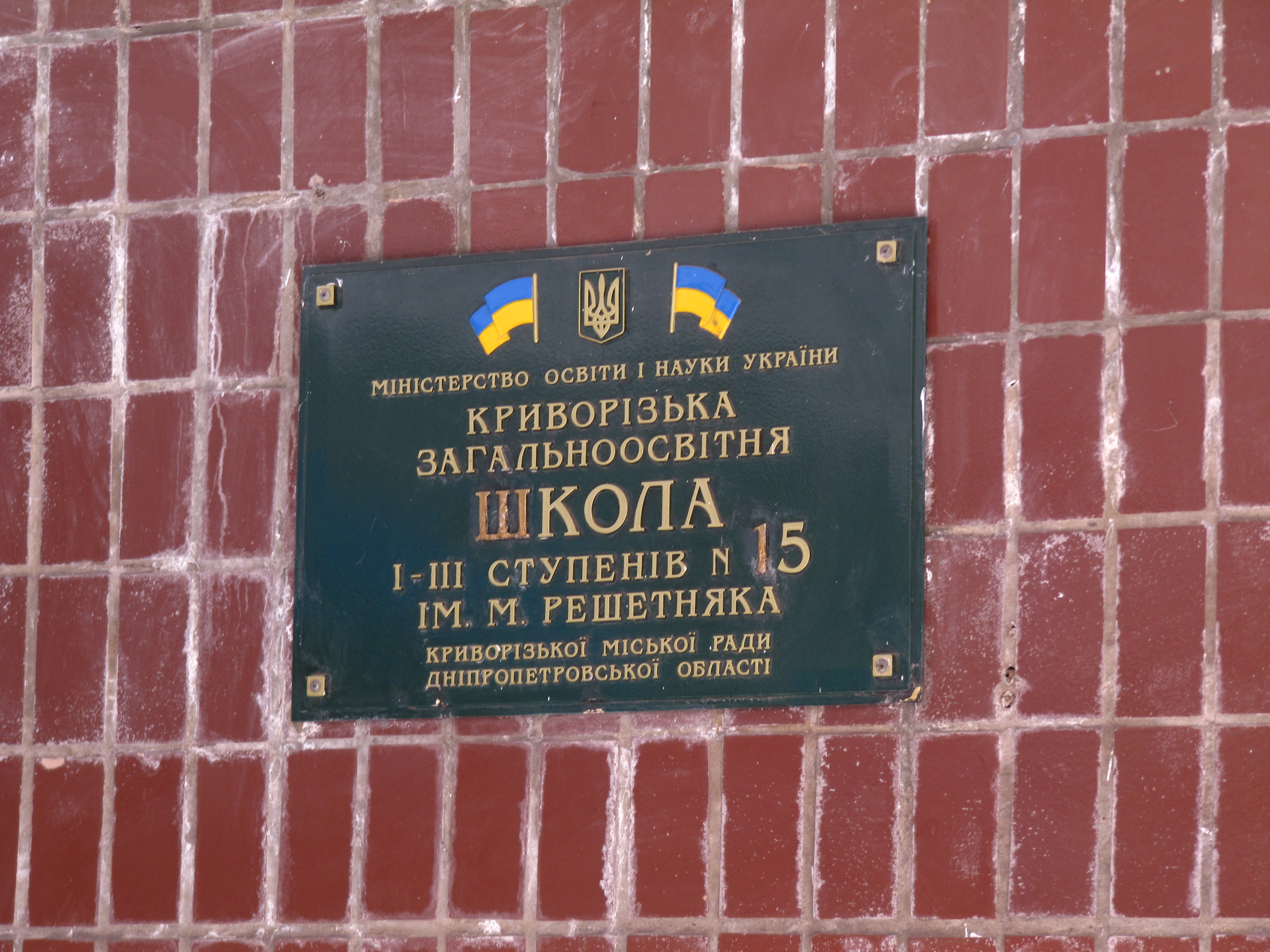

Пам’ятка розташована повулиці Криворіжсталі, 40, КЗШ № 15, внутрішнє подвір’я. Меморіальна дошка прямокутної в плані форми, розмірами 1,0х0,57 м, товщиною 4 см, з полірованого граніту.Розташована вертикально, за допомогою залізних штифтів закріплена на цегляній стіні школи, на висоті 1,80 м від землі, 0,65 м від кута стіни.
На дошці викарбувано надпис у 10 рядків великими та маленькими літерами українською мовою: «В цій школі навчалися / криворізькі підпільники: / Микола Решетняк, / Анатолій Жовтуха, / Груня Романова, / Олексій Щербак, / Микола Ходич, / які загинули в боротьбі / з німецько-фашистськими загарбниками / 17 вересня 1943 року.». Колір літер – світло-сірий.